# I'm not
『I'm not』（アイム・ノット）は、工藤静香の13枚目のスタジオ・アルバム。1998年4月29日発売。発売元はポニーキャニオン。

## 解説
1994年のシングル「Blue Rose」から工藤本人によるセルフプロデュースであったが、本作はシャ乱Qのはたけによるプロデュース作となった。
全10曲ともはたけによる作曲・編曲。レコーディングメンバーは、はたけの他、ベース：鮫島秀樹、ドラム：樋口宗孝、キーボード：厚見玲衣などロック・ミュージシャンが揃った。
29thシングル「Blue Velvet」（1997年5月28日）発売当時、はたけに曲を依頼した理由について「彼の作る、クセのあるメロディーラインが大好き」と述べていた。
「doggie」は、犬の目線で詞が描かれている。
本作を携え全国ツアー『工藤静香 I'm not Concert Tour 1998』（9公演）を行った。

## 収録曲
| 全作詞: 愛絵理、全作曲: はたけ、全編曲: はたけ（M-8, 編曲: はたけ・森宣之）。 |                          |        |            |      |
| #                                                                             | タイトル                 | 作詞   | 作曲・編曲 | 時間 |
| 1.                                                                            | 「delusion -妄想-」      | 愛絵理 | はたけ     | 3:39 |
| 2.                                                                            | 「away」                 | 愛絵理 | はたけ     | 4:56 |
| 3.                                                                            | 「カーマスートラの伝説」 | 愛絵理 | はたけ     | 4:53 |
| 4.                                                                            | 「It's OK」              | 愛絵理 | はたけ     | 5:17 |
| 5.                                                                            | 「Pop corn」             | 愛絵理 | はたけ     | 4:13 |
| 6.                                                                            | 「Who Knows」            | 愛絵理 | はたけ     | 5:18 |
| 7.                                                                            | 「Blue Velvet」          | 愛絵理 | はたけ     | 3:53 |
| 8.                                                                            | 「doggie」               | 愛絵理 | はたけ     | 3:40 |
| 9.                                                                            | 「ノスタルジア」         | 愛絵理 | はたけ     | 4:40 |
| 10.                                                                           | 「glacier -氷河-」       | 愛絵理 | はたけ     | 5:29 |
| 合計時間:                                                                     | 合計時間:                | 45:58  |            |      |